# Loke (Nova Gorica)
Loke (olasz nyelven: Locca) falu Szlovéniában, a Goriška statisztikai régióban, a Vipava-völgy legalsó szélén a Trnovo-erdei-fennsík közelében. Kromberk település alvóvárosa, amely Nova Gorica egyik kerülete. Közigazgatásilag Nova Goricához tartozik. Lakosságának száma 256 fő.
A falu templomát Mária Magdolna tiszteletére emelték és a Koperi egyházmegyéhez tartozik.

## Fordítás
- Ez a szócikk részben vagy egészben  a   Loke, Nova Gorica című angol Wikipédia-szócikk ezen változatának fordításán alapul.  Az eredeti cikk szerkesztőit annak laptörténete sorolja fel. Ez a jelzés csupán a megfogalmazás eredetét és a szerzői jogokat jelzi, nem szolgál a cikkben szereplő információk forrásmegjelöléseként.